# Anna Mackenroth

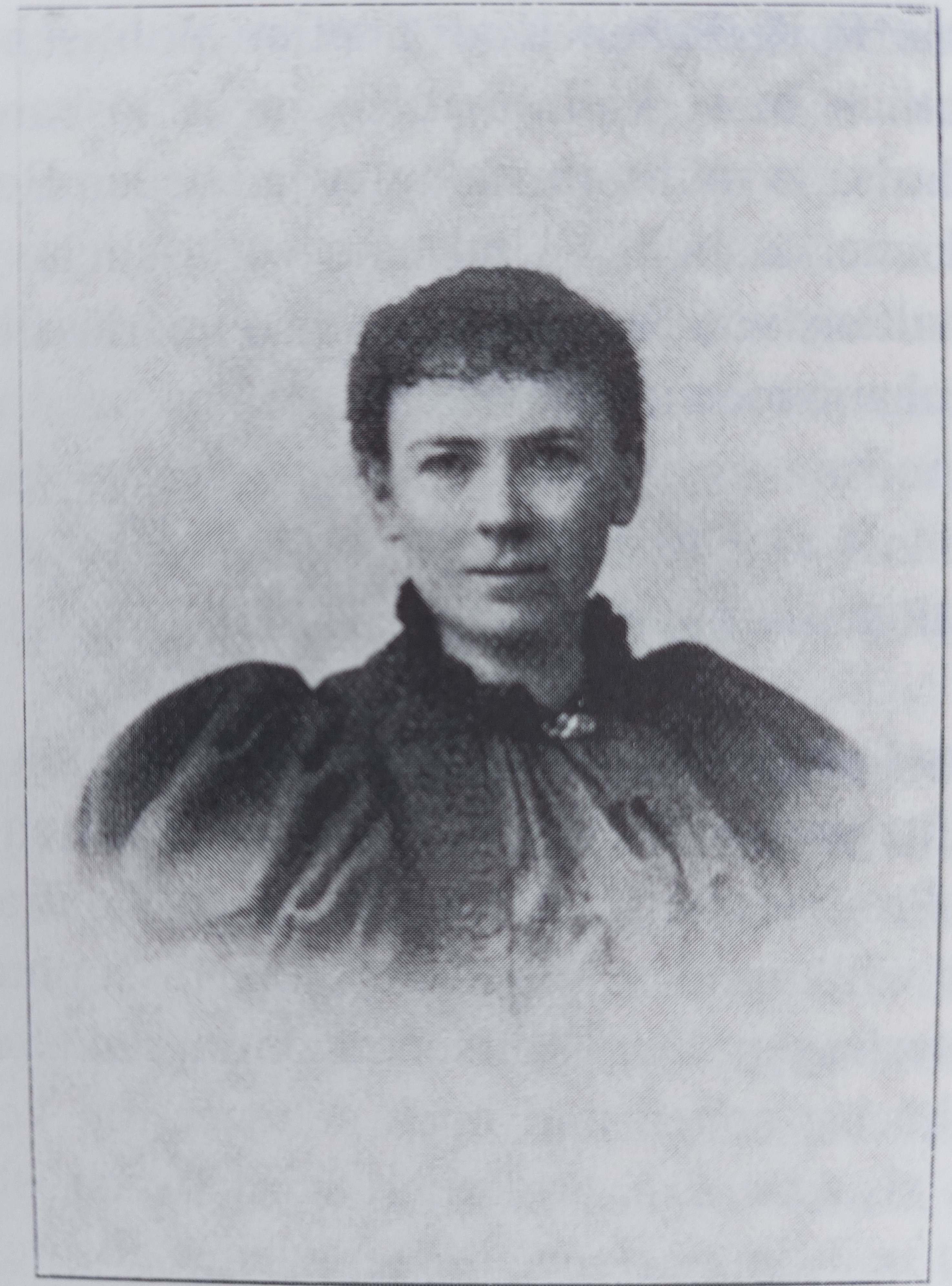
Anna Mackenroth 1900

Anna Mackenroth, née le 9 avril 1861 en Allemagne à Berlin et morte le 29 juillet 1936), est une juriste féministe, éducatrice et écrivaine suisse. Elle est connue pour être la première avocate admise au barreau de Zurich.

## Biographie

### Éducation
Anna  Mackenroth fréquente une école pour les jeunes filles et dès ses seize ans travaille en tant qu'éducatrice. À Berlin, elle donne dans les années 1880 des cours privés de langues, philosophie et mathématiques, afin de se préparer à ses études.
En 1888, elle déménage à Zurich et est immatriculée à la faculté de philosophie de l'université de Zurich, puis plus tard à la faculté de droit.
En 1895, elle devient enseignante à l'école de jeunes filles de Zurich.
En 1894, elle obtient son doctorat en droit à Zurich, et demande la nationalité afin de pouvoir pratiquer. En 1898 elle devient la première femme à passer l'examen d'avocate. 

### Carrière d'avocate
En novembre 1899, elle apparaît dans une affaire qui implique près de soixante millions de francs.
En 1903, elle abandonne son métier d'enseignante et se concentre exclusivement à sa carrière d'avocate. Elle exerce surtout en tant qu'avocate commise d'office pour défendre des femmes sans moyens financiers. Elle plaide aussi en faveur d'un revenu minimum d'existence pouvant permettre à chaque citoyen et citoyenne de subsister. Elle s'engage pour les droits des mères célibataires, et la réforme du droit marital.
Elle dirige également le bureau de consultation juridique de l'Association pour la protection des droits des femmes, et fait partie du comité directeur de l'Association pour la réforme de l'éducation des femmes. Elle écrit entre 1903 et 1917 des pièces de théâtre féministes, qui ne sont pas jouées, ainsi que des livres.
En 1911, elle épouse un commerçant zurichois et n'est dès lors plus active publiquement dans le mouvement féministe.
Elle meurt pauvre en 1936 à Zurich dans un hôpital psychiatrique.